# Germano D'Abramo
Germano D'Abramo, né à Porto San Giorgio le 25 mai 1973, est un mathématicien et physicien italien.
Il travaille pour l'Institut d'astrophysique spatiale et de physique cosmique à l'Institut national d'astrophysique de Rome. Au début de l'année 2006, il a découvert des solutions probabilistes au problème de Turing, publié dans Chaos, Solitons & Fractals op. cit.). 
Depuis 2008 il est impliqué dans la recherche théorique sur le deuxième principe de la thermodynamique.
Il est le découvreur de trois planètes mineures. L'astéroïde (16154) Dabramo a été nommé d'après lui.
| (19528) Delloro       | 4 avril 1999 |
| (29869) Chiarabarbara | 4 avril 1999 |
| (59421) 1999 GV3      | 5 avril 1999 |